# پروگرس‌ویلج (فلوریدا)
پروگرس‌ویلج (به انگلیسی: Progress Village) یک منطقهٔ مسکونی در ایالات متحده آمریکا است که در شهرستان هیلزبرو، فلوریدا واقع شده‌است. پروگرس‌ویلج ۸٫۴ کیلومتر مربع مساحت و ۵٬۳۹۲ نفر جمعیت دارد و ۵ متر بالاتر از سطح دریا قرار دارد.